# 奧林巴斯

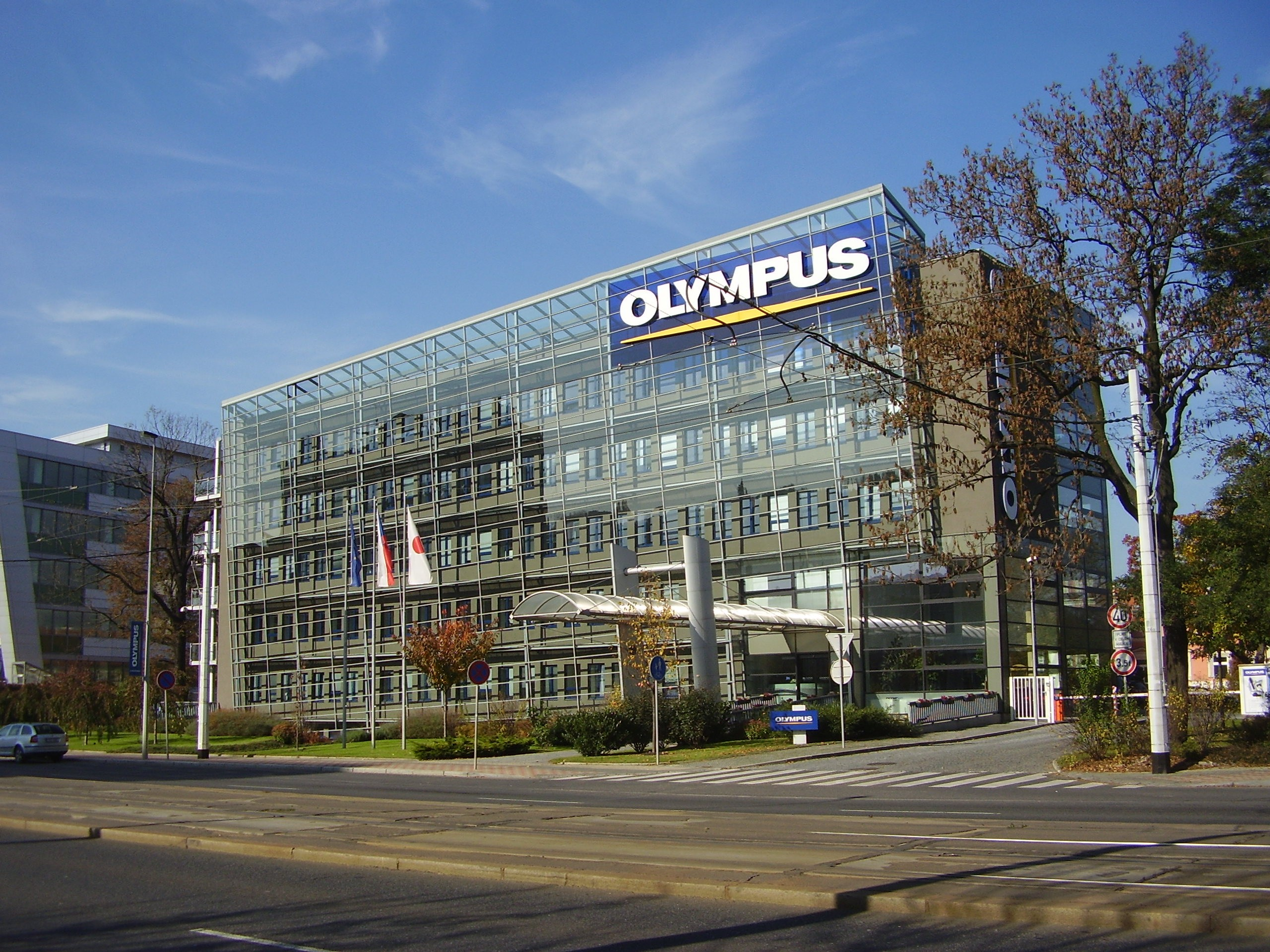
捷克布拉格

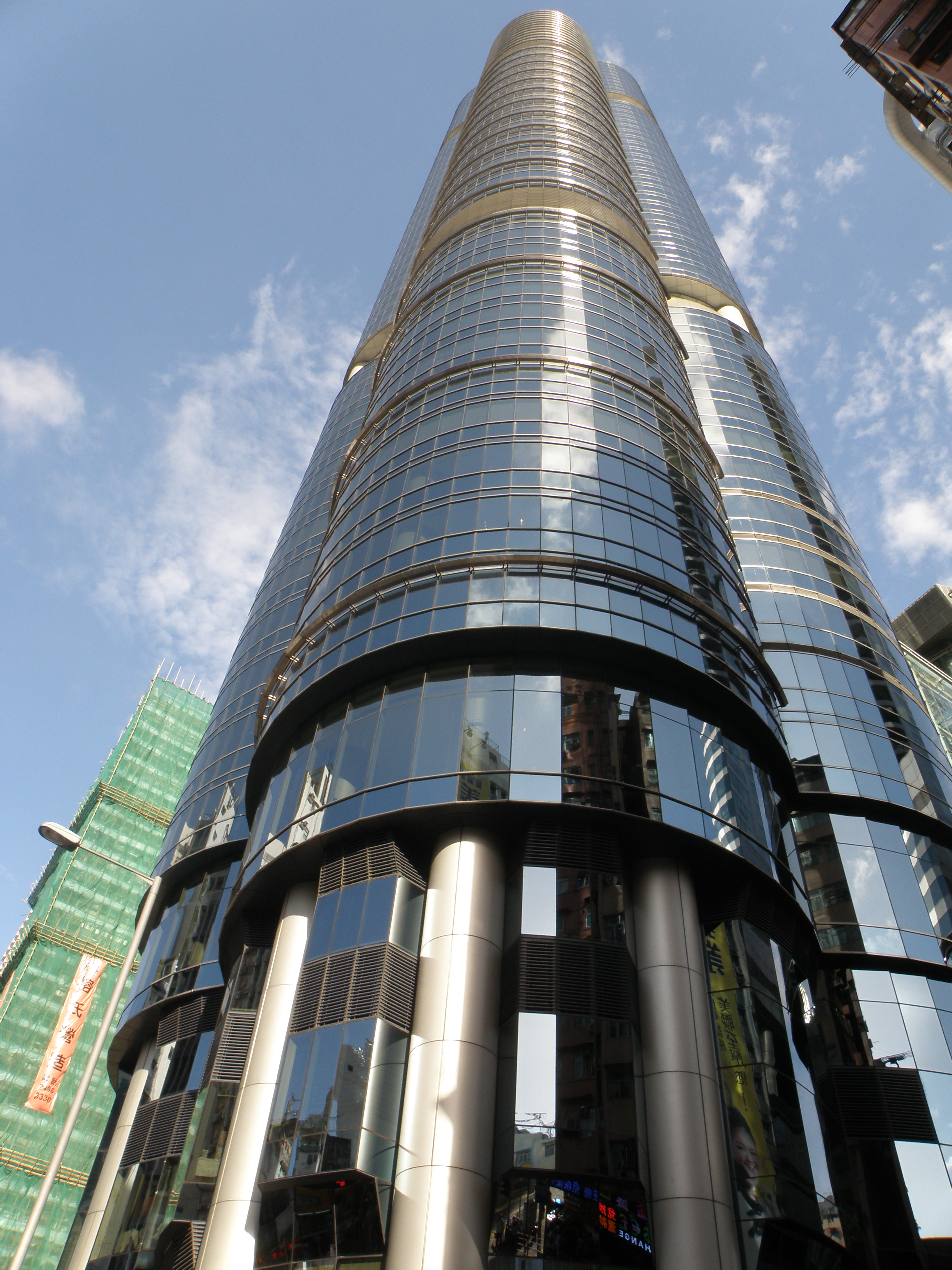
奧林巴斯香港總部設於香港九龍旺角朗豪坊辦公大樓

奧林巴斯株式會社（日語：オリンパス株式会社，東證1部：7733）是一家精於光學與成像的日本公司。產品包括顯微鏡、內視鏡與其他醫療設備。曾經設立的消費性電子產品部門已經出售。
奧林巴斯於1919年創立，總部位於日本東京，美國基地位於賓夕法尼亞州艾倫鎮，歐洲總部位於德國漢堡市。該公司1921年改為現名，以奧林匹斯山命名，希臘神話中眾神居住的地點。

## 歷史
- 1919年創立高千穗制作所（TAKACHIHO SEISAKUSHO）
- 1920年生產第一部商品顯微鏡〝旭號〞
- 1921年首次採用OLYMPUS為品牌商標。
- 1935年於歐洲總部開設MIZUHO光學研究中心，專門研發各款光學鏡頭。
- 1936年特別為相機研製ZUIKO鏡頭，並推出Olympus第一部相機—備有ZUIKO鏡頭的Bellows-type Semi-OLYMPUS。其後，全線OLYMPUS相機鏡頭均採用ZUIKO為品牌名稱。
- 1948年推出日本第一部備有快門系統的35mm相機-OLYMPUS 35。
- 1950年推出第一部作醫療用途的胃內攝影用照相機，並由日本手術會議所採用。
- 1952年發表OLYMPUS FLEX雙鏡反光相機（twin lens reflex camera）。
- 1959年推出OLYMPUS PEN半幅式相機，並於四年後推出全球首部半幅式單鏡反光相機-Olympus Pen F。
- 1963年OLYMPUS Europa GmbH 於德國漢堡正式設立。推出全球第一部半幅式單鏡反光相機-OLYMPUS PEN F。同年，更研製出使用光纖內窺鏡之GTF消化道照相系統(GTF gastrocamera) 。
- 1968年OLYMPUS CORPORATION OF AMERICA於美國正式設立。
- 1969年推出全球第一部微型錄音機ZUIKO PEARLCORDER。
- 1972年發表OM系統及推出OM-1，進一步奠定OLYMPUS於研發單鏡反光相機的領導地位。
- 1974年推出備有BH系統之顯微鏡。研製出備有TTL測光功能之單鏡反光相機。
- 1978年推出OM-10單鏡反光相機及XA 35mm時尚輕便相機
- 1980年推出聲導顯微鏡、超聲波內視鏡，及光學讀取系統。
- 1982年於巴黎證券交易所正式上市。
- 1985年推出電子影像內視系統。
- 1990年發表多合一相機概念及推出IS-1000相機。 推出適用於血管學的超細內視鏡。
- 1991年推出OLYMPUS μ [mju:] 系列的第一部相機-μ [mju:]-1，並成為現今最受歡迎的相機系列。同期，更推出全球最細的內窺相機OTF-F2。
- 1992年發表設有揚聲器的最輕巧口袋型聽寫器-Pearlcorder L400
- 1993年推出新一代顯微鏡BX系列，將人體工學設計及精確的光學技術合而為一
- 1996年於1996年Photokina展覽會中推出數碼相機、掃描器及打印機的解決方案
- 1999年推出首部備有超過200萬像素數碼相機C-2000 Zoom推出首部眼鏡型顯示器
- 2002年研製出全球首部專門分析DNA基因電腦
- 2003年推出全球首部4/3系統的數碼單鏡反光相機E-1
- 2007年推出內置機身防震技術(IS)相機E-510，最輕小單鏡反光相機E-410，同年再推出超聲波馬達（SWD）鏡頭和最快自動對焦相機E-3
- 2008年推出本專業單鏡反光相機E-30
- 2009年推出最輕小可旋轉螢幕單鏡反光相機E-620
- 2010年推出首部M4/3相機PEN E-P1
- 2011年推出E-3後繼機E-5，使用薄型低通濾鏡使畫質大幅提升。同年爆出作假帳醜聞，內部人事重組。
- 2012年推出M4/3旗艦相機OM-D E-M5，具備首創五軸機身防震技術
- 2012年9月25日奧林巴斯與索尼就展開資本和業務合作基本達成一致。索尼將出資約500億日圓（6.42億美元），成為持有奧林巴斯已發行股份超過10%的最大股東。
- 2013年4月16日索尼和奧林巴斯共同宣布成立索尼奧林巴斯醫療解決方案公司「Sony Olympus Medical Solutions（簡稱SOMS）。新公司註冊資金5000萬日元，由索尼控股51%，奧林巴斯持股49%
- 2020年6月24日奧林巴斯宣布出售相機影像業務予日本产业伙伴，今後專注醫療設備產品。而影像部门被收购后更名为OM数位解决方案。

## 市場

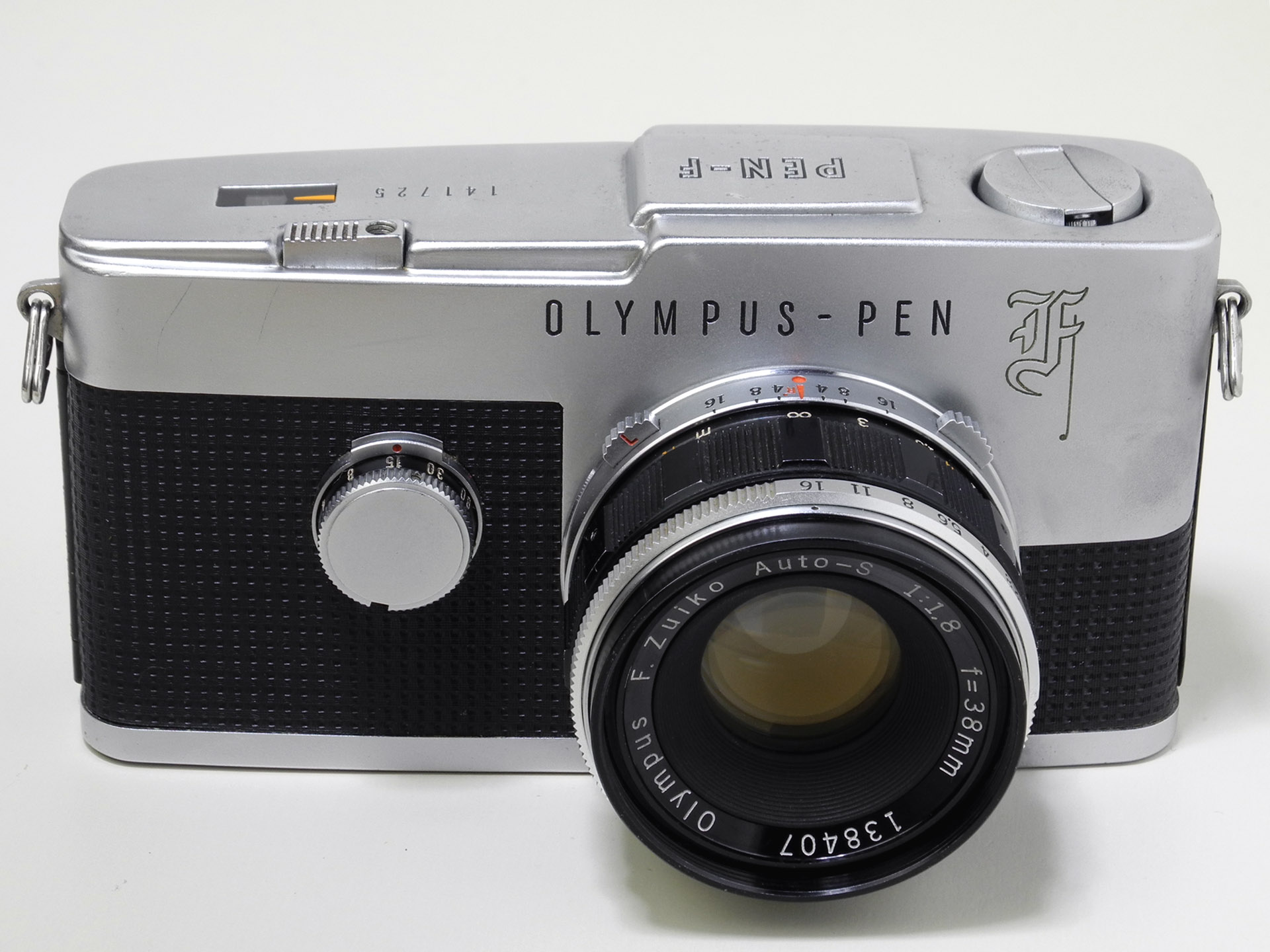
奧林巴斯Pen F

奧林巴斯有一段相機與鏡頭設計的歷史。首個奧林巴斯真正革新的相機為1959年的PEN型號，在當時非常小巧輕便的半格相機。半格意指可在一卷標准的36張軟片拍出72張18 × 24 mm格式的相片。
PEN系統的設計團隊由米谷美久帶領，該設計團隊以同樣的設計精神創作了全格的專業35mm單眼相機OM系統以跟尼康（Nikon）及佳能（Canon）競爭最佳銷量。OM系統因其比對手產品細小許多的外型以及創新的設計功能如TTL自動閃光而引入了更輕便相機的新趋勢，最終該系統擁有14個不同機身與約60個鏡頭。Zuiko系列鏡頭本身亦因小型而著名，並因其焦距打破了一些光圏的記錄。
但奧林巴斯沒有跟它的競爭者一樣進入自動對焦市場，導致在AF SLR市場的落後。奧林巴斯現為數位相機的領導廠商之一，亦是數位單眼相機設計與開發重新為數位設計的開放規格Four Thirds System的設計者，E系統就是根據此規格，這個Olympus E-1是他們於2003年發表的第一台屬於E系統的專業數位單眼相機。
其後依序推出E-300，E-500，E-330，E-410，E-510，E-3，E-420，E-520，E-30，
E-450，E-620，E-600，E-5等機身（E-410前尚有一台E-400，僅在歐洲地區發售並無Live View功能），除了獨門的超音波除塵濾鏡（SSWF，Super Sonic Wave Filter）可避免感光原件沾惹灰塵異物，並於E-330之後的機種搭載Live View功能，讓攝影者可以如同一般數位相機透過LCD即時取景，脫離單眼相機僅能用觀景窗取景的限制。
2007六月上市的E-510機身還首度加入了官方稱做IS（Image Stabilization）的由超音波馬達驅動的CCD浮動式防手震機構，成為繼Sony（前Konica（柯尼卡）/Minolta（美能达）），Pentax後第三家使用此類防手震對策的廠商。
同樣針對快速對焦的鏡身超音波馬達鏡頭群將在2007年內發售 （页面存档备份，存于），產品代號加上SWD（Supersonic Wave Drive）以示區別。
1983年奧林巴斯與佳能合作，由JVC生產名為"Olympus Video Photography"的影像錄影裝置系列，甚至雇用有名的攝影師Terance Donovan進行宣傳。該系統於第二年推出第二版，但這是奧林巴斯最後一次進軍消費性影像錄影裝置市場直到數位相機的流行。
自創立起該公司同時有生產供如醫療等特殊用途使用的顯微鏡與光學設備，該公司亦發明了微型卡式錄音帶。

## 公司營運
奧林巴斯在2011年爆出作假帳醜聞，內部高層涉嫌虛報約14億美元的併購交易顧問費或金額，以填補1990年代的投資虧損。消息傳出後，奧林巴斯的股價暴跌29%，達單日跌幅上限。事後公司前會長菊川剛、現任副社長森久志及稽核山田秀雄辭職。

## 外部連結
- 奧林巴斯中國 （页面存档备份，存于）
- 奧林巴斯全球官方網站 （页面存档备份，存于）
- 奧林巴斯NDT （页面存档备份，存于）
- 奧林巴斯香港 （页面存档备份，存于）
- 台灣奧林巴斯（繁體中文）